# الرودى (السبرة)

تعديل مصدري - تعديل

الرودى محلة تابعة لقرية الجرفة، التابعة لعزلة الابروة بمديرية السبرة إحدى مديريات محافظة إب في الجمهورية اليمنية.، بلغ تعداد سكانها 114 حسب تعداد اليمن لعام 2004.